# Giulio Rubini (rugbista)
Giulio Rubini (Frascati, 24 aprile 1987) è un ex rugbista a 15 italiano, già utility back di Parma in Super 10, Aironi in Celtic League ed internazionale per l'Italia.

## Biografia
Proveniente da Frascati, fratello minore dell'ex rugbista e cuoco Gabriele (meglio noto con lo pseudonimo di Chef Rubio), esordì in campionato con la compagine laziale, in serie A, nel 2004 ed entrò quasi subito nell'orbita internazionale, risultando convocato con la Nazionale Under-18.
Nel 2006 fu ingaggiato dal Parma, con cui rimase quattro stagioni: in tale periodo ebbe l'occasione di incamerare i primi titoli del suo palmarès con due Coppe Italia e una Supercoppa. Presente nell'orbita della Nazionale maggiore di Nick Mallett fin dal 2008, esordì nel corso del Sei Nazioni 2009 a Edimburgo contro la Scozia.
Dichiarato «atleta di interesse nazionale» dalla Federazione Italiana Rugby, fu ingaggiato, per la stagione 2010-11, dagli Aironi, franchise italiana in Celtic League. Dal 2012 al 2014 fu stabilmente convocato in Nazionale 7s per disputare il torneo europeo Sevens Grand Prix Series.
Nell'estate 2011 non fu riconfermato nella rosa della franchigia lombardo-emiliana e si accasò ai Crociati per disputare l'Eccellenza. Dalla stagione successiva giocò nella S.S. Lazio fino all'estate 2015, quando si ritirò dal rugby giocato per intraprendere la carriera professionale di fisioterapista e personal trainer.
Dal 2017 fa parte dello staff di preparazione atletica della Nazionale di rugby a 7 maschile dell'Italia.

## Palmarès
- Coppe Italia: 2
Parma: 2007-08; 2008-09
- Supercoppe d'Italia: 1
Parma: 2008